# Ilha de Devon
A Ilha de Devon ou ilha Devon (inuíte: Tatlurutit) é a segunda maior ilha das ilhas da Rainha Isabel, em Nunavut, Canadá, a 27.ª maior ilha do mundo e a 6.ª maior ilha do Canadá. É a maior ilha desabitada do planeta, com 55 247 km² de superfície composta sobretudo por gnaisse do Pré-câmbrico e arenitos e argilitos do Paleozoico. O ponto mais alto da ilha atinge a altitude de 1920 metros.
Devido à sua relativamente alta elevação e à sua extrema latitude norte, é habitada apenas por uma pequena população de bois-almiscarados e alguns pequenos mamíferos e aves; existem na ilha comunidades de hipólitos. A vida animal encontra-se concentrada na região da ilha conhecida como Terras Baixas de Truelove, onde existe um microclima favorável que permite a sobrevivência de vegetação ártica relativamente luxuriante. Durante a breve estação de crescimento (40 a 55 dias) a temperatura raramente excede os 10 °C e no inverno pode cair até -50 °C. Com uma ecologia de deserto polar, a ilha de Devon recebe pouquíssima precipitação.
Um outro ponto de interesse da ilha de Devon é a Cratera de Impacto de Haughton, criada há cerca de 39 milhões de anos pelo impacto de um meteorito com cerca de 2 km de diâmetro, numa região então florestada. Esta cratera tem cerca de 23 km de diâmetro, tendo sido um lago durante vários milhões de anos e é considerada um dos sítios mais análogos a Marte existentes na Terra.
A ilha contém várias pequenas cordilheiras, como os montes Treuter, a cordilheira Haddington ou os montes Cunningham.
Os navegadores Robert Bylot e William Baffin foram os prmeiros europeus a avistar a ilha, em 1616. William Edward Parry mapeou a sua costa meridional em 1819–20.